# ثورة بولندا الكبرى (1794)
```
كانت 
ثورة بولندا الكبرى
 1794 تمردًا عسكريًا شنه 
البولنديون
 في فيلكابولسكا (
بولندا الكبرى
) ضد 
مملكة بروسيا
 التي استولت على هذه المنطقة بعد التقسيم الثاني 
للكومنولث البولندي الليتواني
 عام 1793.
```

## الأصول

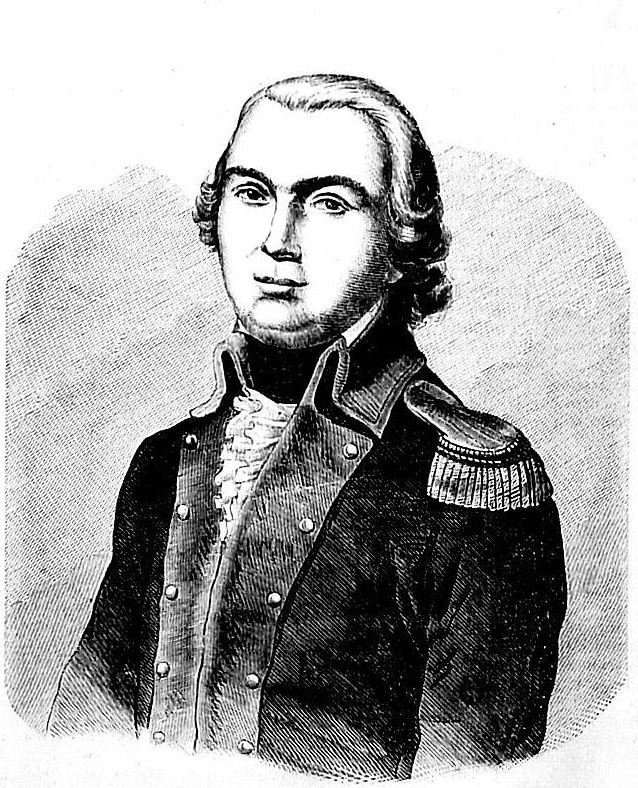
يُوزِف نيموجيفسكي (1769-1839) شخصية بارزة في التاريخ البولندي، عُرف بدوره في الأحداث السياسية والعسكرية خلال أواخر القرن الثامن عشر وأوائل القرن التاسع عشر.

كانت ثورة كوسيوسكو في وسط بولندا في مارس 1794 الشرارة الأولى التي دفعت إلى تشكيل وحدات عسكرية بولندية في التقسيم البروسي، إذ كان البولنديون في فيلكابولسكا يأملون بتحرير منطقتهم. وفي البداية، لم يرغب تاديوش كوسيوسكو، الذي استهل القتال ضد الروس في وسط بولندا، في دعم ثورة بولندا الكبرى على أمل تجنب حربٍ على جبهتين (كانت مملكة بروسيا في ذلك الوقت متحالفة اسميًا مع بولندا ضد روسيا). ونتيجة لذلك، كاد التمرد المخطط له في فيلكابولسكا أن ينتهي قبل أن يبدأ. لكن الوضع تغير في يونيو 1794 عندما أعلن البروسيون دعمهم لروسيا القيصرية وقدموا لهم الدعم العسكري بهدف قمع كوسيوسكو (بعد انتصاره في معركة راتسلافيتسه). ونتيجة لذلك، أصدر المجلس الوطني الأعلى بلاغًا إلى مواطني بولندا الكبرى يدعوهم إلى حمل السلاح.

## الثورة
كانت منطقة كويافيا المركز الأولي للتمرد. ومُنحت القيادة لجوزيف نيمايفسكي، على الرغم من أن العديد من الوحدات في الميدان كانت تعمل بشكل مستقل. جرت الاشتباكات الأولى في 20 أغسطس. وفي 22 أغسطس، استولى المتمردون على جنازنة واستولى الجنرال بافل سكورجيفسكي بعد فترة وجيزة على كونين ومدن أخرى في المنطقة. ونتيجة لذلك، اضطر ملك بروسيا فريدريك فيلهلم الثاني إلى سحب بعض قواته، التي كانت تحاصر وارسو، من وسط بولندا.
استولى فيلق بولندي بقيادة جان هنريك دابروفسكي على بيدغوش في 2 أكتوبر واقتحم بوميرانيا دون مواجهة تقريبًا. خطط دابروفسكي لقضاء الشتاء في بيدغوش ثم التحرك عبر تورون، ولكن بسبب هزيمة كوسيوسكو في معركة ماتسيوفيتسه، قرر تغيير الخطة بإخلاء فيلكابولسكا وشق طريقه إلى وسط بولندا. وعلى الرغم قدرة جيشه على التنقل، أفضلية مكنته من تفادي تطويق جيش بروسي لا يمتلك الميزة نفسها، إلا أن البروسيين استعادوا معظم المكاسب التي حققها المتمردون في الأشهر القليلة الماضية.
حاول دابروسكي، دون جدوى، إقناع خليفة كوسيوسكو، توماش فافجيتسكي، بنقل التمرد من وسط بولندا إلى القسم البروسي. وفي 17 نوفمبر 1794، استسلمت آخر الوحدات البولندية في وسط بولندا للروس في رادوشيتسه. استمرت الاشتباكات المتفرقة في فيلكابولسكا حتى منتصف ديسمبر. كاد التمرد أن يعاود زخمه عندما وصل بطل القتال في وارسو وأحد عقداء كوسيوسكو، صانع الأحذية يان كيلينسكي (الذي ولد في تشيميشنو)، إلى فيلكابولسكا من أجل محاولة إعادة تنظيم القوات البولندية. ومع ذلك، سرعان ما أسره البروسيون وسلموه إلى الروس.
مع نهاية التمرد، عُرض على دابروسكي تكليفات في الجيوش الروسية والبروسية لكنه رفضها وهاجر إلى الخارج. مضى في تنظيم الفيالق البولندية في إيطاليا، والتي قاتلت إلى جانب نابليون في الحروب اللاحقة. هاجر نيمايفسكي أيضًا إلى فرنسا وخدم في جيش نابليون، فبلغ في النهاية رتبة عميد.